# De Volta ao Planeta (canção)
De Volta ao Planeta é uma canção do grupo Jota Quest, a faixa-título do segundo álbum da banda.  Composta por Rogério Flausino, Marco Túlio Lara e PJ, a canção critica a falta de emprego no Brasil. O título e videoclipe fazem referência ao filme Planeta dos Macacos. O irmão de Flausino, Wilson Sideral, faz backing vocals na faixa.
Esta canção esteve na trilha sonora da novela das 7 da Rede Globo, Caras & Bocas, junto com "Vem andar comigo".

## Certificações e vendas
| Região                                              | Certificação | Unidades/vendas |
| --------------------------------------------------- | ------------ | --------------- |
| Brasil (PMB)                                        | Diamante     | - 500.000*      |
| *números de vendas baseados somente na certificação |              |                 |